# Recettore dell'interleuchina-13

## Recettori dell'IL-13
L'IL-13 è una citochina effettrice che condivide parzialmente le vie di segnalazione con IL-4 a causa dell'utilizzo di un sistema di recettore comune (IL-4 recettore di tipo II). Un sistema recettoriale "privato", che lega specificamente l'IL13 con un'alta affinità, sembra utilizzare diverse vie di segnalazione ed è sempre più studiato per il suo interesse come nuovo potenziale fattore prognostico, biomarker o bersaglio terapeutico in diversi tipi di cancro.

### Il recettore "condiviso" IL-4 / IL-13
IL-13 utilizza il recettore per IL-4 di tipo II (IL-4RII), un complesso formato da una catena IL-4Rα e una catena IL-13Rα1. Inizialmente il ligando, IL-4 o IL-13, si legano rispettivamente alla catena IL-4Rα e IL-13Rα1; successivamente, anche una catena secondaria (IL-13Rα1 e IL-4Rα) si legherà, formando l'IL-4RII completo. Il complesso IL-4 / IL-4Rα, tuttavia, può anche legare una catena secondaria diversa, l'IL-2Rγc, formando il recettore IL-4 tipo I (IL-4RI).. Nelle cellule non ematopoietiche, IL-2Rγc è scarsamente espresso, mentre IL-13Rα1 è scarsamente espresso nei linfociti ma abbondantemente in tutte le cellule non ematopoietiche; le cellule mieloidi esprimono entrambe in una certa misura. Questa diversa distribuzione delle catene secondarie rende ragione della distribuzione differenziale dei recettori assemblati, essendo IL-4RI prevalentemente espresso nei linfociti e IL-4RII prevalentemente nelle cellule non ematopoietiche. Di conseguenza, solo IL-4, attraverso IL-4R1, è in grado di modulare la funzione dei linfociti inducendo polarizzazione Th2 e IgG1 / IgE switching delle cellule B, mentre IL-13 agisce principalmente su cellule mieloidi e cellule non ematopoietiche, avendo forte effetti sulla produzione di muco, contrazione della muscolatura liscia, permeabilizzazione dell'epitelio (es. asma allergico). Dopo il completo assemblaggio, i cambiamenti conformazionali nelle code dell ' IL-4RI o IL-4RII portano alla segnalazione intracellulare, a partire dalla fosforilazione (auto e cross) delle chinasi Jak associate (Jak3 per IL-2Rγc, Jak1 per IL-4Rα, Jak2 e Tyk2 per IL-13Rα1) e seguito dalla fosforilazione dei domini intracellulari di IL-4Rα in critici residui Y che vengono quindi attivati per formare i siti di docking per molecole di segnalazione a valle dotate di domini SH.. Mentre i siti di docking in IL-4R1 (e di conseguenza IL-4) sono in grado di attivare efficientemente sia le molecole di segnalazione STAT6 che IRS2, IL-4RII (e di conseguenza IL-13) attiva solo STAT6. Le molecole STAT6 attivate formano dei dimeri che traslocano nel nucleo per legare i responsive elements (per esempio il promotore CD23 nelle cellule B, o l'enhancer di arginase1 nei macrofagi) L'affinità di legame di IL-4 per IL-4Rα è molto più alta che di IL-13 per IL-13Rα1, quindi IL-4 avrebbe maggiore disponibilità di recettore IL4R2 a parità di concentrazione.

### Il recettore IL-13 "privato"
Oltre alla catena IL-13Rα1, che funziona in congiunzione con IL-4Rα, IL-13 può legarsi con un'affinità molto maggiore alla catena IL-13Rα2. IL-13Rα2 presenta un'omologia del 35% con IL-13Rα1 ed è espresso principalmente nelle cellule strutturali (ma è stato anche identificato nei fibroblasti e, solo nei topi, in forma solubile). Presenta una straordinaria affinità con IL-13, ma non forma complessi con nessuna catena secondaria. A causa dell'apparente mancanza di dominio di segnalazione e della coda corta, è stato inizialmente pensato non avesse alcuna attività di segnalazione, e considerato recettore "decoy", cioè la sua funzione sarebbe semplicemente consistita nel competere per IL-13 e neutralizzarne quindi l'effetto. Effettivamente, è stato dimostrato che IL-13Rα2 blocca il segnale STAT6 pilotato da IL-13 legando IL-13 con alta affinità, tuttavia un blocco parziale si verifica anche al segnale STAT6 pilotato da IL-4, presumibilmente a causa del dominio citoplasmatico che potrebbe interferire con l'assemblaggio di IL-4 / IL-4Rα con una catena secondaria. Tuttavia, crescenti evidenze si stanno accumulando intorno all'idea che IL-13Rα2 è ben più di un "decoy". La segnalazione di IL-13 attraverso IL-13Rα2 e la produzione di TGF-β, guidata da AP1, è stata inizialmente dimostrata nei monociti e quindi confermata nei modelli murini.. Secondo questi studi, IL-13, attraverso la sovraespres
sione (TNF-α indotta) di IL-13Rα2 sarebbe in grado di attivare la segnalazione AP-1 e la produzione di TGF-β, determinando effetti pro-fibrotici. Alcuni lavori recenti stanno dimostrando come un ampio spettro di segnali possa essere effettivamente attivato da questo recettore (ad es. WNT / β-Catenina, MAPK / ERK, AKT / PKB, Src / FAK, PIP3K) in ambienti normali o patologici. Come IL-13Rα2 possa superare la limitazione di una coda corta di 17 aminoacidi priva di qualsiasi motivo di segnalazione, non è ancora chiarito ma è stato dimostrato che, almeno in alcuni casi, l'associazione con altri recettori o adattatori di segnalazione può risultare determinante.